# Steffen Schlösser
Steffen Schlösser (* 10. Februar 1984 in Worms) ist ein deutscher Schauspieler, Sprecher und Musiker.

## Leben

### Ausbildung
Schlösser wuchs in Wachenheim in Rheinhessen auf. Er erhielt früh eine musikalische Ausbildung und lernte Klavierspielen. Ab seinem 15. Lebensjahr war er in verschiedenen Bandprojekten, in Cover-Bands (in den Stilrichtungen Rock-, Pop, Blues und Jazz) aktiv. Außerdem spielte in der Big-Band seiner Schule. 2002 gründete er mit einigen Freunden eine Band, für die er auch einige Songs schrieb. 2004 kam die Band beim „Jugend-Jazzt-Wettbewerb Rheinland-Pfalz“ in Montabaur auf den 1. Platz.
Nach dem Abitur hatte er zunächst mehrere Jobs als Keyboarder und Pianist. Von 2004 bis 2007 absolvierte er zunächst ein Duales Studium im Bereich „International Business Administration“ an der Dualen Hochschule Baden-Württemberg Mosbach, Außenstelle Bad Mergentheim, das er als Diplom-Betriebswirt (DH) beendete. Anschließend arbeitete er von 2007 bis 2009 zwei Jahre als Projektmanager in der Marketingabteilung bei einem Unternehmen im Bereich der Industriellen Automatisierung.
Von 2009 bis 2012 studierte er dann Schauspiel am Europäischen Theaterinstitut Berlin, wo er mit dem Diplom als staatlich geprüfter Schauspieler abschloss. Während seiner Ausbildung wirkte er in zahlreichen szenischen und auch musikalischen Projekten mit. Für die Revue Sekretärinnen von Franz Wittenbrink wurde er aufgrund seines musikalischen Talents bereits zu Anfang seines Studiums als Pianist für die Produktion des damaligen Abschlussstücks und öffentliche Auftritte in und um Berlin verpflichtet. Nebenher jobbte er auch als Pianist in einem Berliner Caféhaus. In der Abschlussinszenierung seines Ausbildungsjahrgangs am Europäischen Theaterinstitut spielte er in Schillers Die Räuber den alten Grafen Maximilian von Mohr.
Später absolvierte er zahlreiche berufliche Fort- und Weiterbildungen (Alexander-Technik, Meisner-Klasse bei Hendrik Martz sowie Film- und Kamera-Workshops).

### Theater
Nach Abschluss seiner Ausbildung wurde er als festes Ensemblemitglied an das Mecklenburgische Landestheater Parchim engagiert, dem er von Ende August 2012 bis zum Ende der Spielzeit 2014/15 angehörte. Dort trat er im Erwachsenentheater sowie auch mehrfach im Kinder- und Jugendtheater auf. Bei mehreren Produktionen übernahm Schlösser auch die musikalische Leitung und schrieb Kompositionen für die Bühnenmusik.
Sein größter Erfolg am Theater Parchim, den er später als selbständiger Schauspieler fortsetzte, war die Mitwirkung in Faust, Der Tragödie erster Teil in einer Ein-Mann-Inszenierung von Thilo Schlüssler, in der er alle Rollen übernahm. Mit dieser Produktion gastierte er während seines Festengagements zunächst schwerpunktmäßig in Nord- und Ostdeutschland. Er spielt diese Inszenierung seit der Beendigung seines Engagements in Parchim im Jahr 2015 weiterhin als selbständiger Schauspieler in eigener, weiterentwickelter Form im Abendprogramm für Erwachsene sowie für Schulen, Kulturhäuser, Kellerbühnen und Off-Bühnen in ganz Deutschland.
Weitere Rollen am Landestheater Parchim waren u. a. Sigismund Sülzheimer in der Operette Im weißen Rößl (2012–2014), der Meerkönig, Hai und Matrose in dem Weihnachtsstück Die kleine Meerjungfrau (Spielzeit 2013/14), die Titelrolle sowie Mick in der Bühnenfassung von Wolfgang Herrndorfs Roman Tschick (2013–2015), Sergeant Trotter in Die Mausefalle (2013–2015), die männliche Hauptrolle des Jean-Luc in der Komödie Venedig im Schnee von Gilles Dyrek (Spielzeit 2014/15), der Holländer-Michel in Das kalte Herz (Spielzeit 2014/15) und Albert in Die Leiden des jungen Werthers (Spielzeit 2014/15).
Ab Frühjahr 2016 war er am Hamburger Scharlatan Theater als Schauspieler und Künstlerischer Leiter bei mehreren Schauspiel- und Musikprojekten tätig. In der Spielzeit 2016/17 gastierte er am Contra-Kreis-Theater in Bonn als Max in der Boulevardkomödie Das Geheimnis der drei Tenöre von Ken Ludwig.
Im Sommer 2017 spielte er als Gastschauspieler mit dem Sorbischen Nationaltheater Bautzen die Hauptrolle des Prebislav bzw. des Sorbenkönigs bei der Spreewälder Sagennacht (Teil 3, Die Hoffnung) auf der Freilichtbühne in Burg im Spreewald. Bei den „Theatergastspielen Fürth“ übernahm er in der Saison 2018/19 die Rolle des Malers Basil Hallward in einer Bühnenfassung von Das Bildnis des Dorian Gray.

### Film und Fernsehen
2009 stand Schlösser erstmals vor der Kamera, für einen Imagefilm seines damaligen Arbeitgebers Lauda Dr. R. Wobser. Er wirkte bei verschiedenen freien Film- und Kurzfilmprojekten mit. In dem Filmprojekt Sinnsucht (2016) spielte Schlösser die Hauptrolle des „fanatischen Joggers“ Falk Wegner.
2016 drehte Schlösser für die ZDF-Krimiserie Der Staatsanwalt. In der Folge Liebe und Wut, die im Februar 2017 erstausgestrahlt wurde, spielte er Andreas Franke, den Barkeeper einer Wiesbadener Schwulenkneipe.

### Sprecher
Im WDR-Hörspiel SYNAPSIS von Jörg Diernberger sprach er 2017 die Rolle des jungen Assistenzarztes Ugo; das ca. einstündige Hörspiel wurde im Mai 2017 auf den Radiosendern WDR 3 und WDR 5 ausgestrahlt.

### Sonstiges
Schlösser lebt in Mainz bzw. projektweise an verschiedenen Orten im deutschsprachigen Raum. Neben seinen Schauspielprojekten arbeitet er auch als Komponist bzw. Songwriter, Sound Designer und Musikalischer Leiter. Seit 2018 ist er außerdem als Redner für freie Hochzeiten und Trauungszeremonien tätig. Zu seinen Hobbys zählt er Aktivitäten im Bereich Musik und Sport.

## Filmografie (Auswahl)
- 2011: Siren (Kurzfilm)
- 2016: Sinnsucht (Filmprojekt, Jugendfilmcamp Arendsee, nicht veröffentlicht)
- 2016: Das Leben ist vorbei (Diplomfilm, ISFF Institut für Schauspiel, Film- und Fernsehberufe Berlin)
- 2017: Der Staatsanwalt (Fernsehserie; Folge: Liebe und Wut)